# Christy Walton
Christy Ruth Walton (flicknamn: Tallant), född 8 februari 1949 i Jackson, Wyoming, är en amerikansk filantrop och änka till den avlidne företagsledaren John T. Walton, som tillhör den berömda Walton-släkten och var son till Sam Walton som grundade världens största detaljhandelskedja Walmart Inc.
Den amerikanska ekonomitidskriften Forbes rankade Walton till att vara världens 114:e rikaste med en förmögenhet på 17,8 miljarder amerikanska dollar för den 18 mars 2025. Innan den 6 november 2015 uppskattades hennes förmögenhet till att vara på mellan 32 och 42 miljarder dollar beroende på källa. Det datumet rapporterade Bloomberg att en domstol slog fast att Waltons förmögenhet var egentligen bara fem miljarder dollar efter att man hade öppnat förseglade dokument som hennes avlidna make hade lämnat efter sig.
Hon är mor till Lukas Walton.